# Дегтярь, Валерий Александрович
Валерий Александрович Дегтярь (род. 21 октября 1955 года, Ленинград) — советский и российский актёр театра и кино, народный артист Российской Федерации (2003).

## Биография
В 1977 году Валерий окончил Ленинградский государственный институт театра, музыки и кинематографии.

## Награды и звания
- Медаль ордена «За заслуги перед Отечеством» I степени (2 мая 2018 года) — за большой вклад в развитие отечественной культуры и искусства, многолетнюю плодотворную деятельность[2].
- Медаль ордена «За заслуги перед Отечеством» II степени (5 февраля 2009 года) — за большой вклад в развитие отечественного театрального искусства и многолетнюю плодотворную деятельность[3].
- Народный артист Российской Федерации (29 ноября 2003 года) — за большие заслуги в области искусства[1].
- Заслуженный артист РСФСР (1990).
- Лауреат Санкт-Петербургской независимой актёрской премии имени В. И. Стржельчика (2001), международной премии имени А. Толубеева (2013).

## Театральные работы
С 1977 года играл в театре имени В. Ф. Комиссаржевской. С 1997 года входит в труппу Большого драматического театра имени Товстоногова. Занят в спектаклях Санкт-Петербургского театра «Русская антреприза».

## Фильмография
- 2022 — Капкан на судью — Клюнц
- 2020 — Хороший человек  — Григорий Семёнович Корбут, глава компании «Риэл фарм»
- 2019 — Спасти Ленинград — Александр Наумович, отец Насти
- 2015 — Батальонъ — генерал Татищев
- 2014 — Григорий Р. — Николай II (озвучивал Родион Нахапетов)
- 2014 — Чернобыль. Зона отчуждения — папа Ани в 60 лет
- 2014 — Инспектор Купер-2 — Илья Ильич Трофименко
- 2014 — Батальонъ — Илья Владимирович Татищев, генерал
- 2013 — Снегурочка — Алексей Константинович Нечаев
- 2013 — Лекарство против страха — Павел Анатольевич Слесаренко, хирург, капитан медслужбы
- 2013 — Всё началось в Харбине — Глеб Денисович Михайлов, помощник диспетчера
- 2012 — ППС — Михаил Валентинович Порошин, полковник, особый отдел
- 2012 — Бабье царство — Степан Захарович Никитин, отец Аллы
- 2011 — Сильная — Борис Скобелев, бизнесмен
- 2011 — Отставник-3 — Бородин, полковник МВД, начальник управления
- 2011 — Как пройти в библиотеку? — Авдеев, следователь
- 2010 — Цвет пламени — Борис, брат Вадима
- 2010 — Десант есть десант — Мохов
- 2009 — Дорожный патруль-3 — Кричевский
- 2009 — Гармония. Город счастья — капитан Никольский
- 2008 — Псевдоним «Албанец»-2 — Аксёнов Павел Петрович
- 2008 — Мария Стюарт (фильм-спектакль) — граф Лестер
- 2008 — Литейный-2 — Николай Николаевич Морозов
- 2007 — Казнить нельзя помиловать — Мартов, председатель Комиссии по помилованию
- 2006 — Синдикат — химик
- 2005 — Фаворский — Сычёв
- 2005 — Риэлтор — Александр Сергеевич Бочаров, майор милиции, следователь
- 2005 — Гражданин начальник-2 — Никита Петрович Каратаев
- 2004 — Шахматист — Журавлёв Игорь
- 2004 — Опера. Хроники убойного отдела — Керженцев-Луговский
- 2003 — Чужое лицо — Андрей
- 2003 — Убойная сила 5 — Коротков
- 2002 — Каменская-2 — Александр Уланов, телеведущий, владелец огромного наследства
- 2002 — Дневник убийцы — Александр Иванович Росляков
- 2002 — Агентство «Золотая пуля» — Николай Повзло, первый замдиректора 'Золотой пули
- 2001 — Дикарка — Дмитрий Андреевич Мальков
- 2000 — Охота на Золушку — Ильин
- 1998 — Вошедший в сияние (фильм-спектакль) — Колдун Скин
- 1997 — Царевич Алексей — Макаров
- 1992 — Дверь в лето (фильм-спектакль) — Майлз Джентри
- 1980 — Мой папа — идеалист — эпизод
- 1980 — К кому залетел певчий кенар — доктор Сергеев, друг Володи
- 1979 — Бабушкин внук — жених Джульетты
- 1978 — Захудалое королевство (фильм-спектакль) — Гонза Бартачков, из села Сыслова
- 1977 — Объяснение в любви — бандит